# Verificatiebeginsel
Het verificatiebeginsel, soms ook wel het verificatieprincipe, is een demarcatiecriterium dat een van de pijlers was van het logisch positivisme. Volgens dit beginsel is het zinvol zegbare beperkt tot dat wat empirisch (uit ervaring) te verifiëren is. Een theorie die niet tot de onmiddellijke zintuiglijke indrukken (sense data) kan worden herleid, is derhalve zinloos. Immers, daarvan nooit bekend of deze waar is of niet. De wetenschap wordt door dit beginsel beperkt tot natuurwetenschappen, wiskunde en logica. 
Een belangrijke opmerking hierbij is dat uitspraken die in principe niet verifieerbaar zijn, ook waar kunnen zijn. Een voorbeeld zijn de theorieën van Albert Einstein, die pas tientallen jaren na hun ontstaan getoetst konden worden en krachtens die latere toetsing waar bleken te zijn. Hij doet dan een beroep op het falsificatiebeginsel geformuleerd door Karl Popper.